# Benjamin Thomsen
Benjamin Thomsen, född 1987, är en kanadensisk alpin skidåkare som tävlar på världscupnivå och för Windermere Valley SC. Han har en 2:a plats som bästa resultat i världscupen (störtloppet i Sotji den 11 februari 2012) .